# Berberis fallaciosa
Berberis fallaciosa är en berberisväxtart som beskrevs av Camillo Karl Schneider. Berberis fallaciosa ingår i släktet berberisar, och familjen berberisväxter. Inga underarter finns listade i Catalogue of Life.